# 769
769 (DCCLXIX) foi um ano comum com início no domingo do calendário Juliano. A denominação 769  para este ano é utilizada desde o início do período medieval, quando o prevaleceu o método de nomeação anual pelo Anno Domini.
| Ano completo                    |
| ------------------------------- |
| Ano comum com início ao domingo |

## Eventos

### Por Local

#### Europa
- O Rei Carlos Magno (Carlos "O Grande") começa uma campanha militar contra a Aquitânia e Gasconha. Ele liderou um exército Franco para a cidade de Bordeaux, onde levantou um forte em Fronsac. Carlomano I, seu irmão mais novo, recusou participar da insurreição, retornando para a Borgonha. Hunaldo, duque da Aquitânia, foi forçado a fugir para a corte de Gasconha. Lupo II, temendo Carlos Magno, utilizou Hunaldo como troca pela paz e se isolou em um mosteiro. Aquitânia e Gasconha foram dominadas e incorporadas ao Reino Franco.

### Por tópico

#### Religião
- Papa Estevão III inicia o Concílio de Latrão: o procedimento de eleição papal (o qual levou à eleição de antipapas) é modificado, além da excomunhão da iconoclastia do Concílio de Hieria.
- Foi fundado o Mosteiro de Tallaght por Máel Ruain, na Irlanda. O mosteiro se tornou um centro de conhecimento e devoção, particularmente associado ao movimento espiritual reformista Céli Dé.
- A Abadia de Hersfeld foi fundada por Lulo, Arcebispo de Mainz.
- Casamento de Leão IV, o Cazar com Irene

## Nascimentos
- Du Yuanying, chanceler da Dinastia Tang (m. 833)
- Egberto, rei de Wessex (ou 771)
- Pepin, o Corcunda, primeiro filho de Carlos Magno

## Mortes
- 14 de Janeiro – Cui Huan, chanceler da Dinastia Tang
- 9 de Março – Alan de Farfa, erudito aquitano e eremita
- 13 de Dezembro – Du Hongjian, chanceler da Dinastia Tang (n. 709)
- Conchubhar mac Cumasgach, rei do Uí Fiachrach Aidhne (Irlanda)
- Cuthfrith, bispo de Lichfield (data aproximada)
- Dub Calgaid mac Laidcnén, rei de Uí Ceinnselaig (Irlanda)
- Gülnar Hatun, herói lendário turco
- Mane ibne Zaida Axaibani, general árabe e governador (ou 770)